# Alberto Basail
Alberto Luis Basail (Buenos Aires, Argentina; 2 de octubre de 1938 - Ibídem; 9 de mayo de 2000) fue un actor y fotógrafo argentino.

## Carrera
Alberto Basail se inició en el campo de la fotografía a mediados de la década del '70 especializándose en el mundo de la cinematografía argentina. Desde muy jovencito sintió una profunda atracción por los efectos de la luz los claroscuros y las profundidades.
Tras cursar algunos años en la Facultad de Derecho, se sintió tentado por el arte y estudió, desde 1966 hasta 1969, dirección de actores en cursos conducidos por Carlos Gandolfo y Raúl Serrano.
Pero el cine y sus imágenes eran lo que más lo atraían y en 1972 se trasladó a Los Angeles para compenetrarse de las nuevas técnicas del color. Allí, en la Academy of Motion Pictures, pasó tres meses y posteriormente volvió a su país.
Su único trabajo como actor en cine se dio en el film Noches sin lunas ni soles de 1984, en el rol de un Pastor evangélico. Estuvo encabezada por Alberto de Mendoza, Luisina Brando y Lautaro Murúa.
También trabajó como director de fotografía en Warner participando de algunos capítulos de la serie norteamericana Bonanza y El Super agente 86.
En su amplia carrera trabajó con directores como Leonardo Favio, Eliseo Subiela, Oscar Barney Finn,  Sergio Renán, Jorge Pantano, Oscar Kanto, José Santiso, y José Martínez Suárez.

## Filmografía
Como actor:
- 1984: Noches sin lunas ni soles

Como fotógrafo:
- 1971: La visita (cortometraje)
- 1975: La hora de María y el pájaro de oro
- 1976: ¿Qué es el otoño?
- 1976: La noche del hurto
- 1978: Comedia rota
- 1979: Este loco amor loco
- 1980: Ballerina (cortometraje)
- 1980: Más allá de la aventura
- 1980: Sentimental (Requiem para un amigo)
- 1981: De la misteriosa Buenos Aires
- 1981: Los crápulas
- 1981: Las travesuras de Cepillo
- 1982: La invitación
- 1984: Gracias por el fuego
- 1983: El búho
- 1984: Noches sin lunas ni soles
- 1987: Las esclavas
- 1987: Los matamonstruos en la mansión del terror
- 1989: Últimas imágenes del naufragio
- 1989: Cuatro caras para Victoria
- 1993: Gatica, el mono
- 1993: Muchas gracias maestro
- 1994: Historias de amor, de locura y de muerte
- 1995: De mi barrio con amor
- 1995: El cóndor de oro
- 1997: Luna de octubre
- 2000: Gallito ciego[5]

## Televisión (fotografía)
- 1985: Bárbara Narváez.[6]

## Premios
- Distinción al tratamiento de la imagen otorgada por Kodak por el film De la misteriosa Buenos Aires.[7] 1981 y 1982